# Hydroscapha gyrinoides
Hydroscapha gyrinoides is een keversoort uit de familie Hydroscaphidae. De wetenschappelijke naam van de soort werd voor het eerst geldig gepubliceerd in 1863 door Aubé als Limnebius gyrinoides.